# Pasztinák
A pasztinák (Pastinaca sativa) az ernyősvirágzatúak (Apiales) rendjébe, ezen belül a zellerfélék (Apiaceae) családjába tartozó faj, amely a sárgarépával (Daucus carota subsp. sativus) rokon és Európában őshonos gyökérzöldség. Nemzetségének típusfaja.
Már az ókorban ismerték, és csak a burgonya érkezése után szorult vissza. Népies nevei: fehérrépa, peszternák, paszternák, olaszrépa, latin nevéből pasztinák, helytelenül édesgyökérnek is nevezik. A gyökér és a mag a petrezselyemhez hasonló ízű, csak kissé édesebb. A levelét nem használják. A petrezselyemnél nagyobb tápértékű, ezért ezt az újra közkedvelt növényt a konzervipar is használja. A 16-22 centiméter hosszú gyökér a petrezselyemnél gazdaságosabb, édeskés, sima felületű és fűszeres ízű.

## Előfordulása
A pasztinák csaknem egész Európában és a mérsékelt övi Ázsiában (Törökország, Kaukázus, Szibéria) igen gyakori. Észak-, Dél-Amerikában, Afrika déli részén, valamint Ausztráliában, Új-Zélandon és az ázsiai Kínában és Japánban meghonosították ezt az ehető növényfajt.

## Megjelenése
A pasztinák kétéves, élesen barázdált és szőrös szárú, 30-100 centiméter magas növény. Szára felálló, és felső részén elágazik. Levelei egyszer, ritkán kétszer szárnyaltak, 3-7 pár levélkéi, melyek mintegy 5 centiméter hosszúak, többé-kevésbé ülők, tojásdad vagy lándzsás alakúak, gyakran karéjosak vagy hasogatottak. Az ernyővirágzat 5-15 sugarú, mintegy 10 centiméter széles, a virágok élénksárgák, a gallér- és gallérkalevelek hiányoznak. Az egész növény erősen sárgarépa-illatú, amit különösen akkor érzünk, ha a leveleket megdörzsöljük. A levél érintése azonban bőrgyulladást okozhat.

## Gyógyhatása
Hatóanyagai hasonlóak a petrezselyeméhez, gyökerének főzete vizelethajtó, görcsoldó, vese- és epekő, illetve gyomorbajok esetén jó hatású.

## Életmódja
A pasztinák vadon élő alakja rétek, legelők, szántók, utak széle, árkok és gyomtársulások lakója. Leginkább az üde vagy közepesen száraz, mély rétegű, nitrogénben és káliumban gazdag vályogtalajokat kedveli.

## Termesztése
A növény maggal szaporodik, a virágokat főleg legyek és bogarak porozzák meg. Hasonló a petrezselyeméhez, csak vízigényesebb. A magokat kora tavasszal vetik el, egymástól 30 centiméteres távolságra. Szárazság esetén ajánlott öntözni. 4-5 leveles korban egyelik, gyakran kapálják. A virágzási ideje július-augusztus között van.
Az ősszel kiszedett gyökereket, száraz homokba rakva, fagymentes helyen tárolják.

## Felhasználása
Minden olyan ételben, amelybe petrezselymet használnak, de kevesebb kell belőle, és az ételnek édeskés ízt ad. Különösen a babételek készítésénél javasolt a használata. A gyökérből nyert anyagokat a likőriparban használják ízesítőként. A gyökér keményítőt, fehérjét, pektint és C-vitamint tartalmaz. A növény levelei nem alkalmasak főzelék készítésére.

## Képek

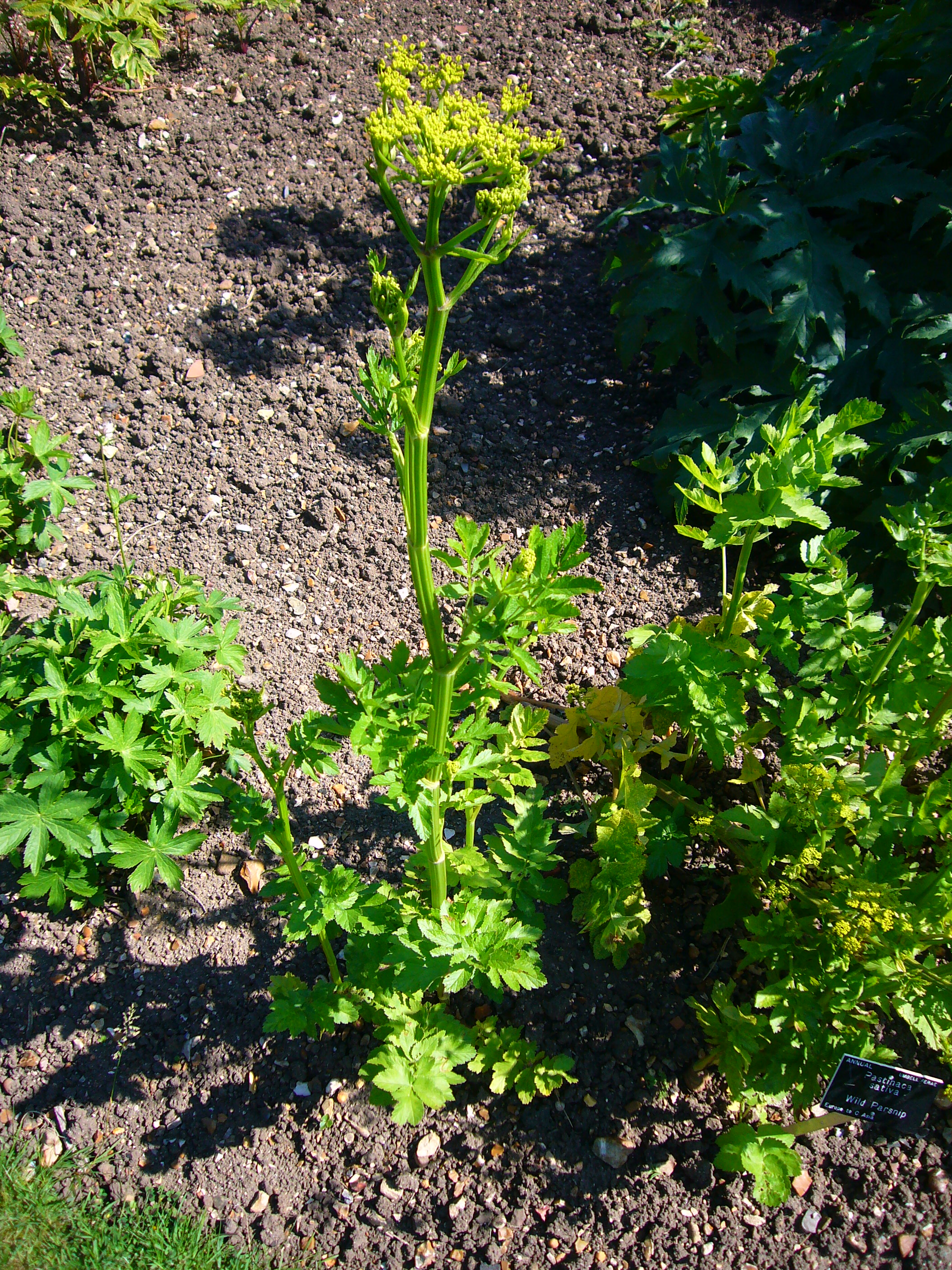
A növény
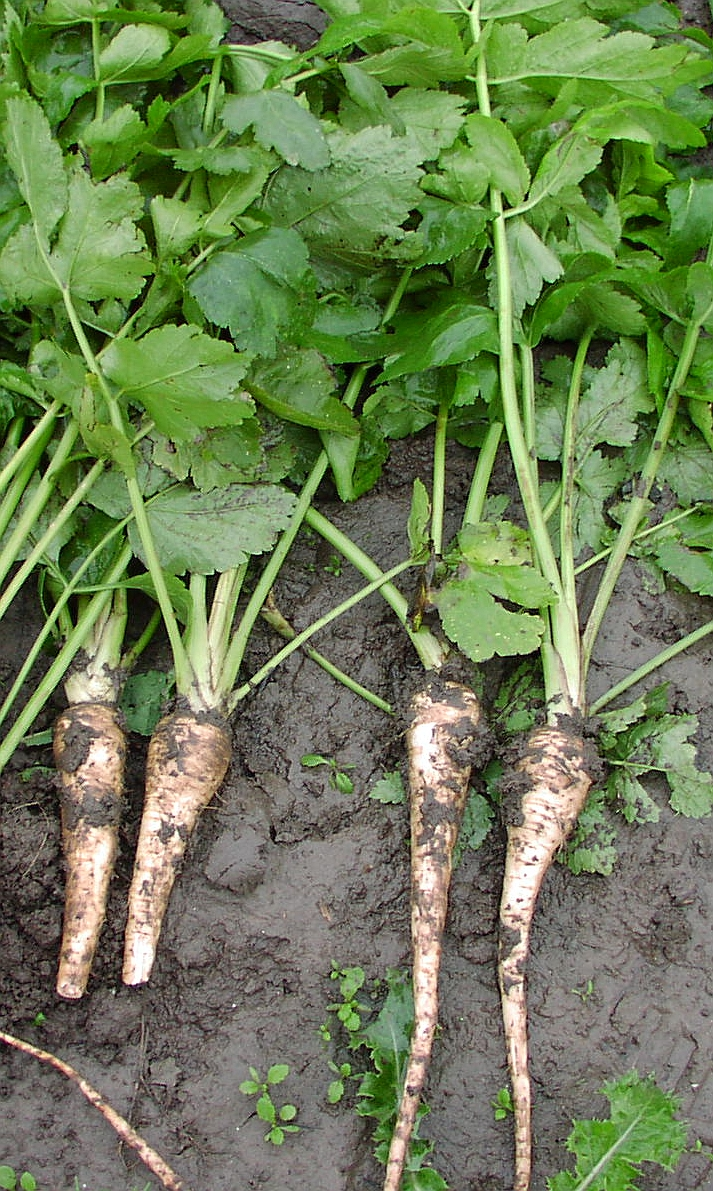
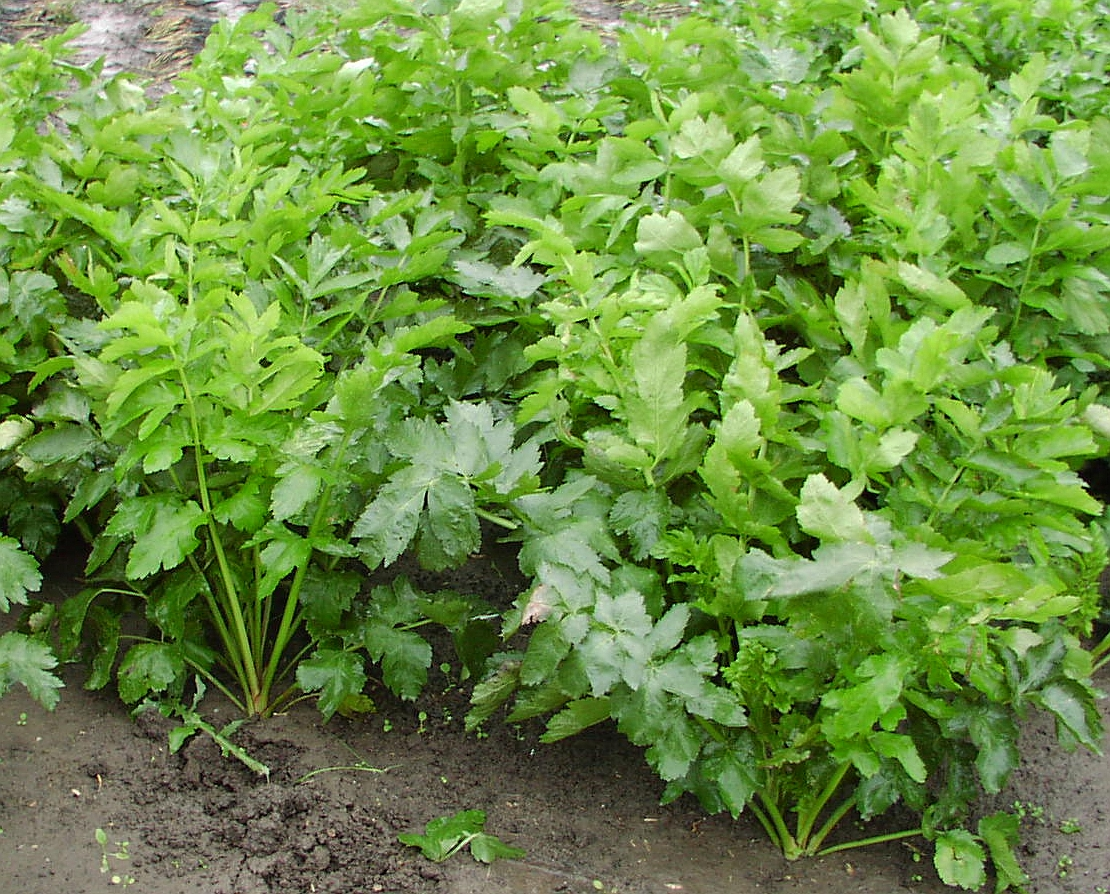
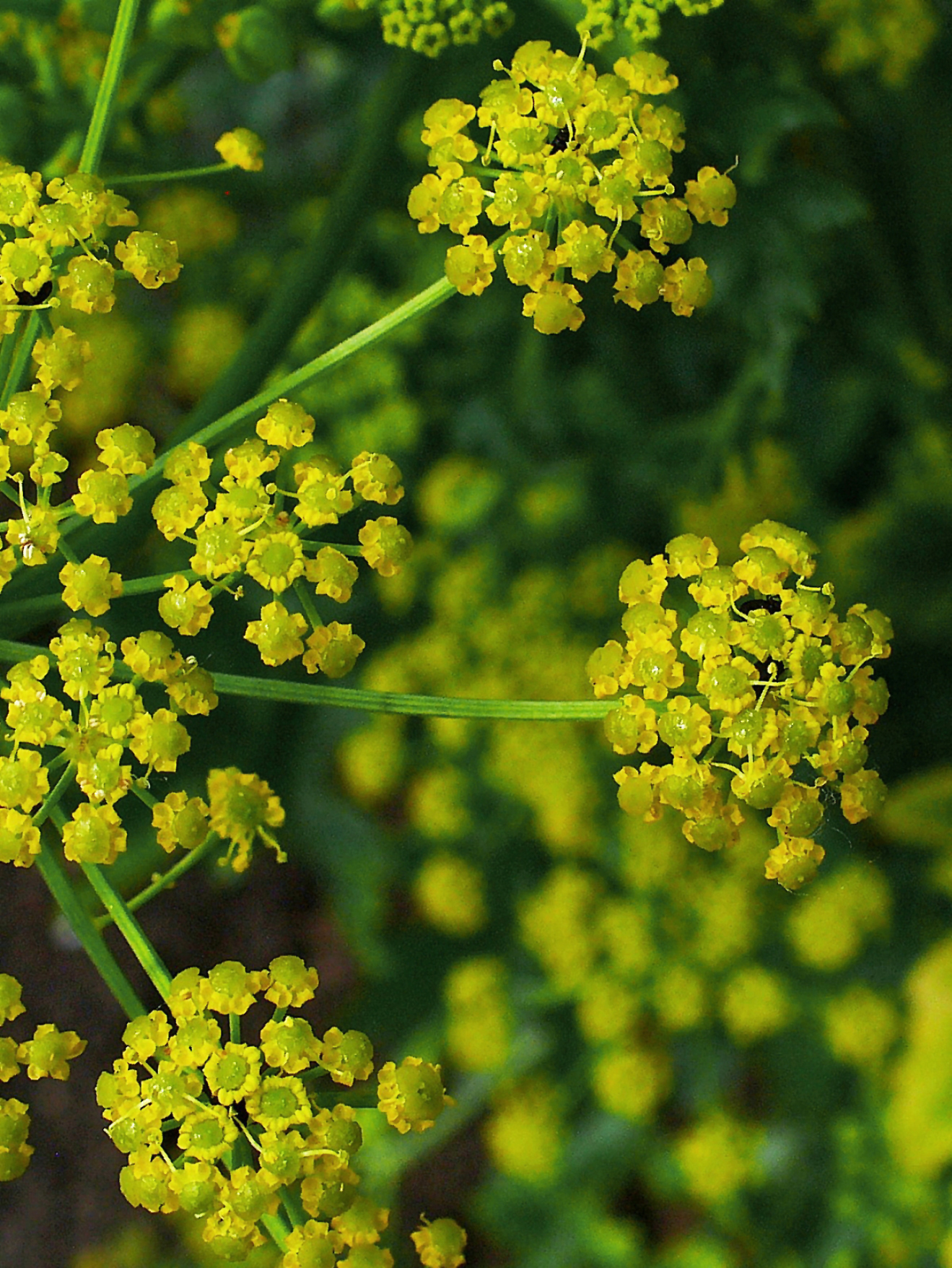
Ernyős virágai
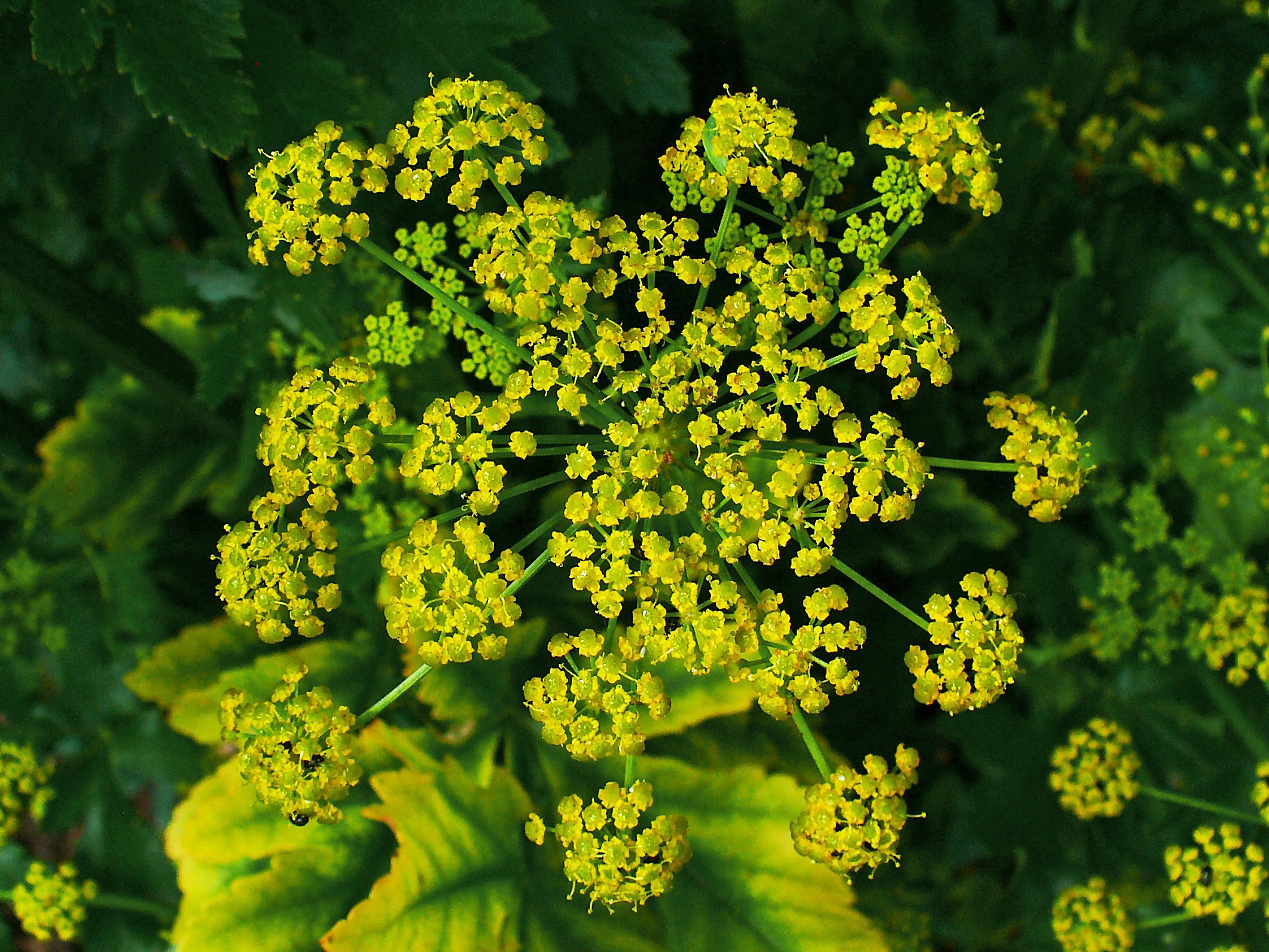
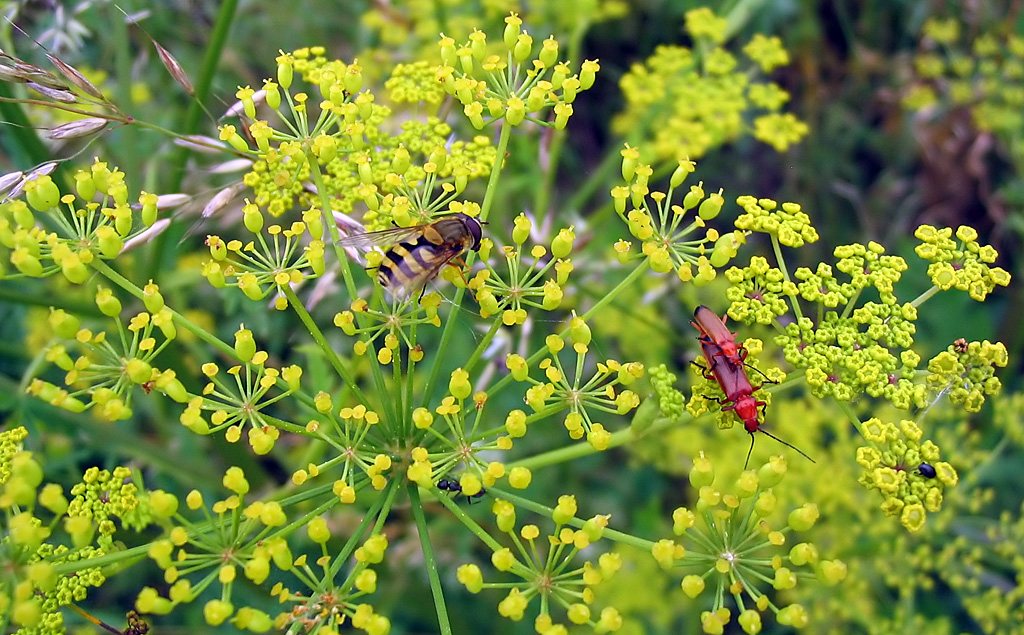
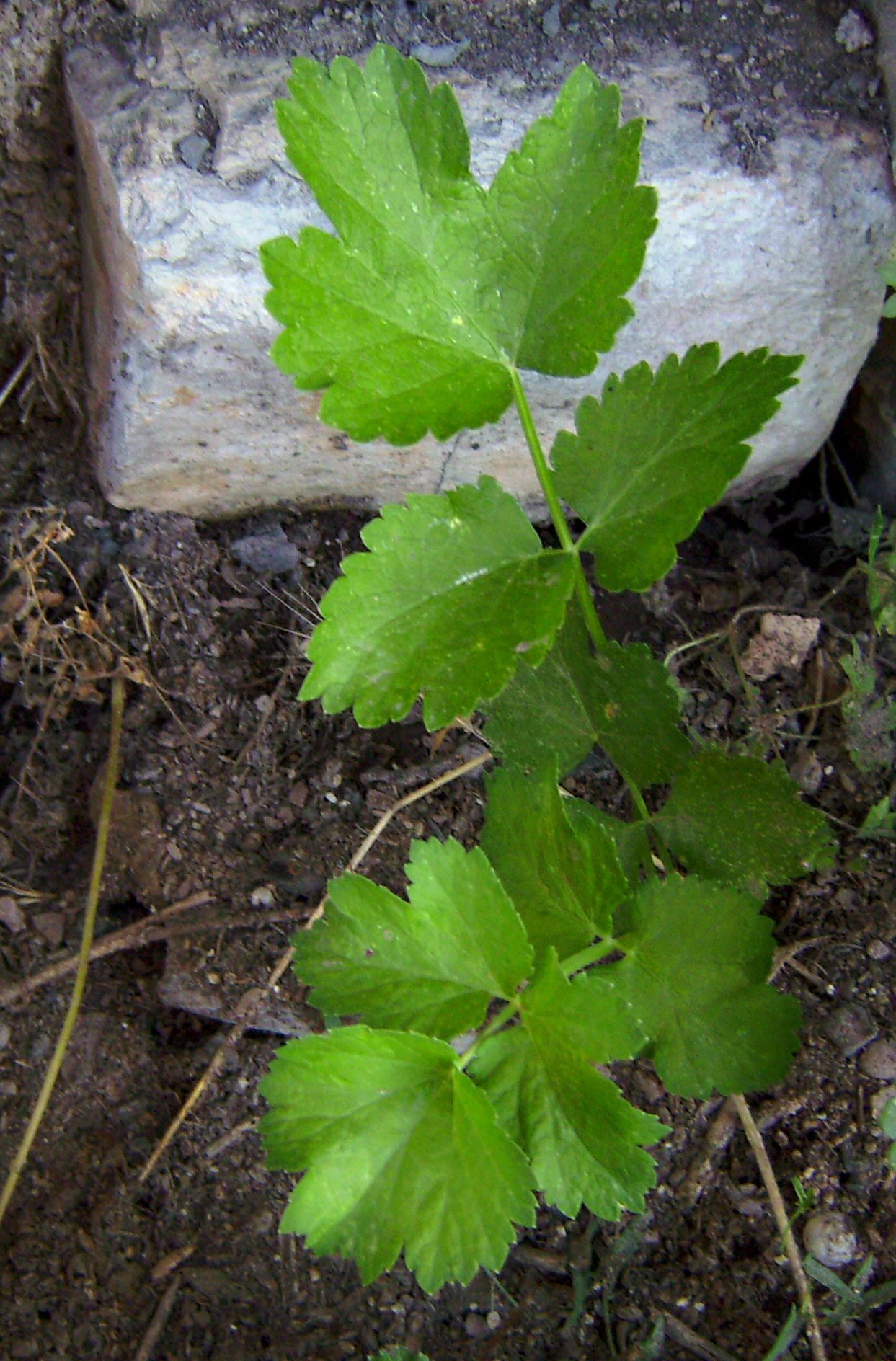
Levelei
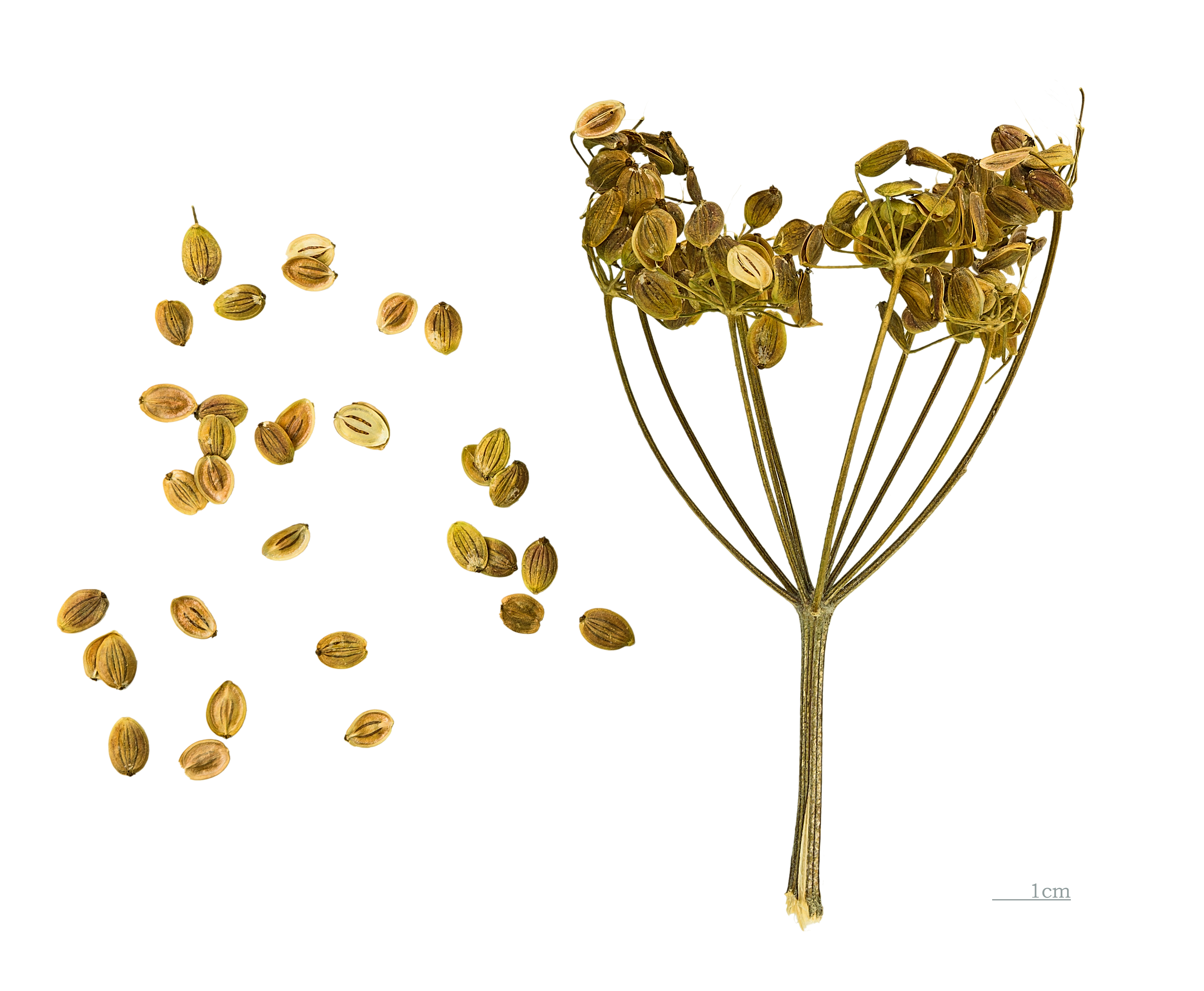
Termései, magvai
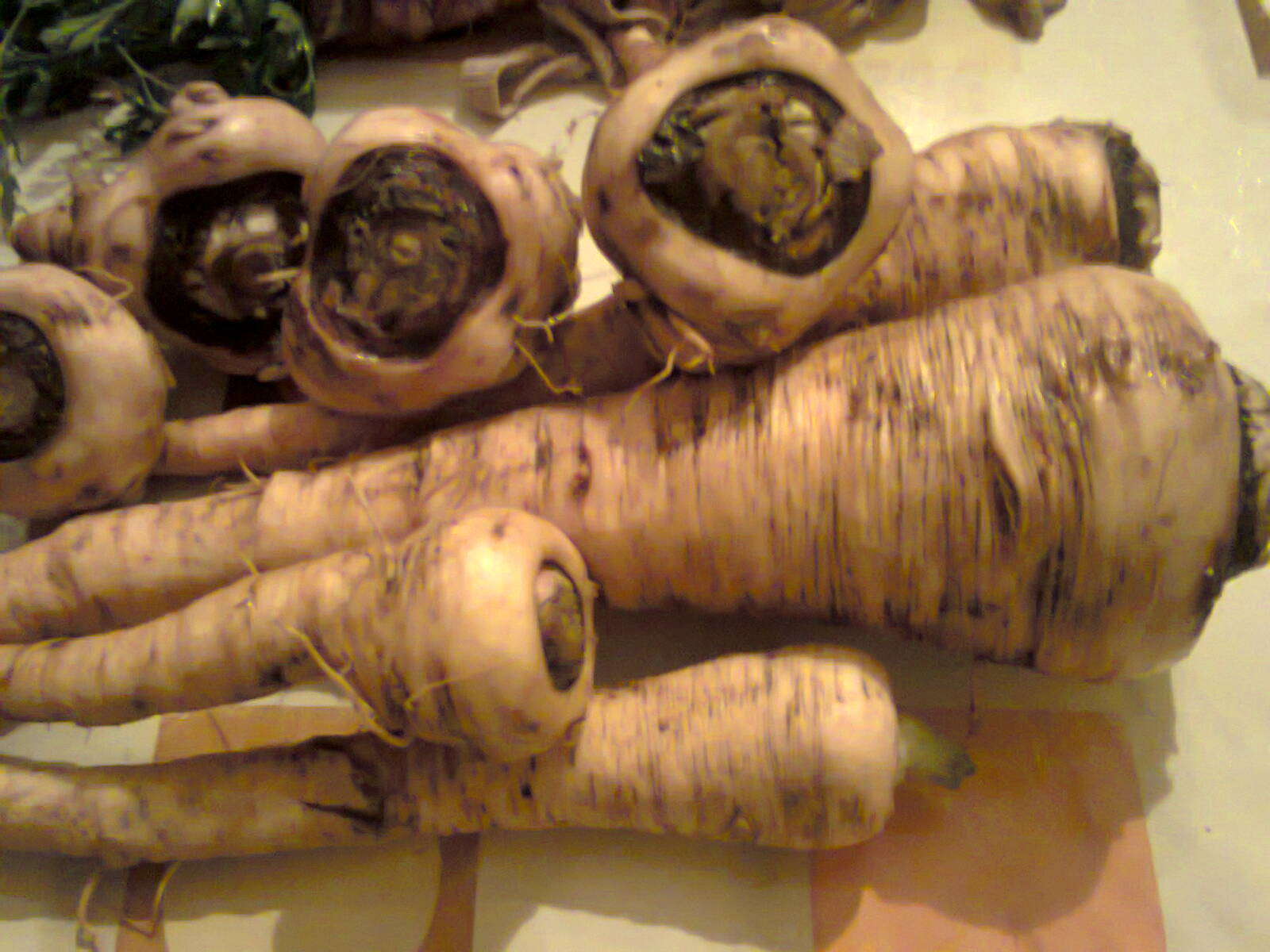
Gyökerei
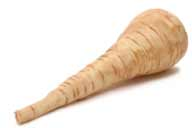
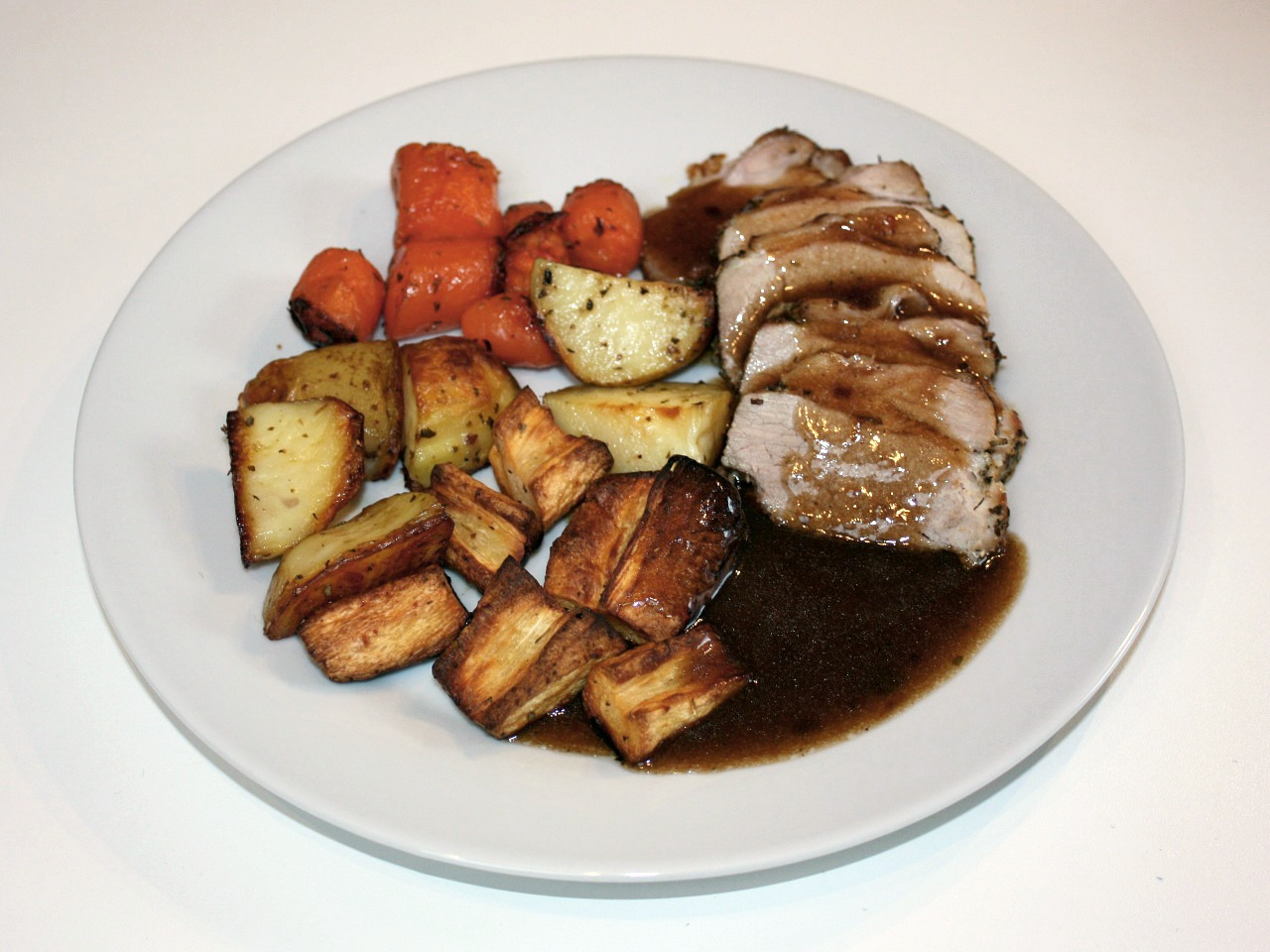
Ételben
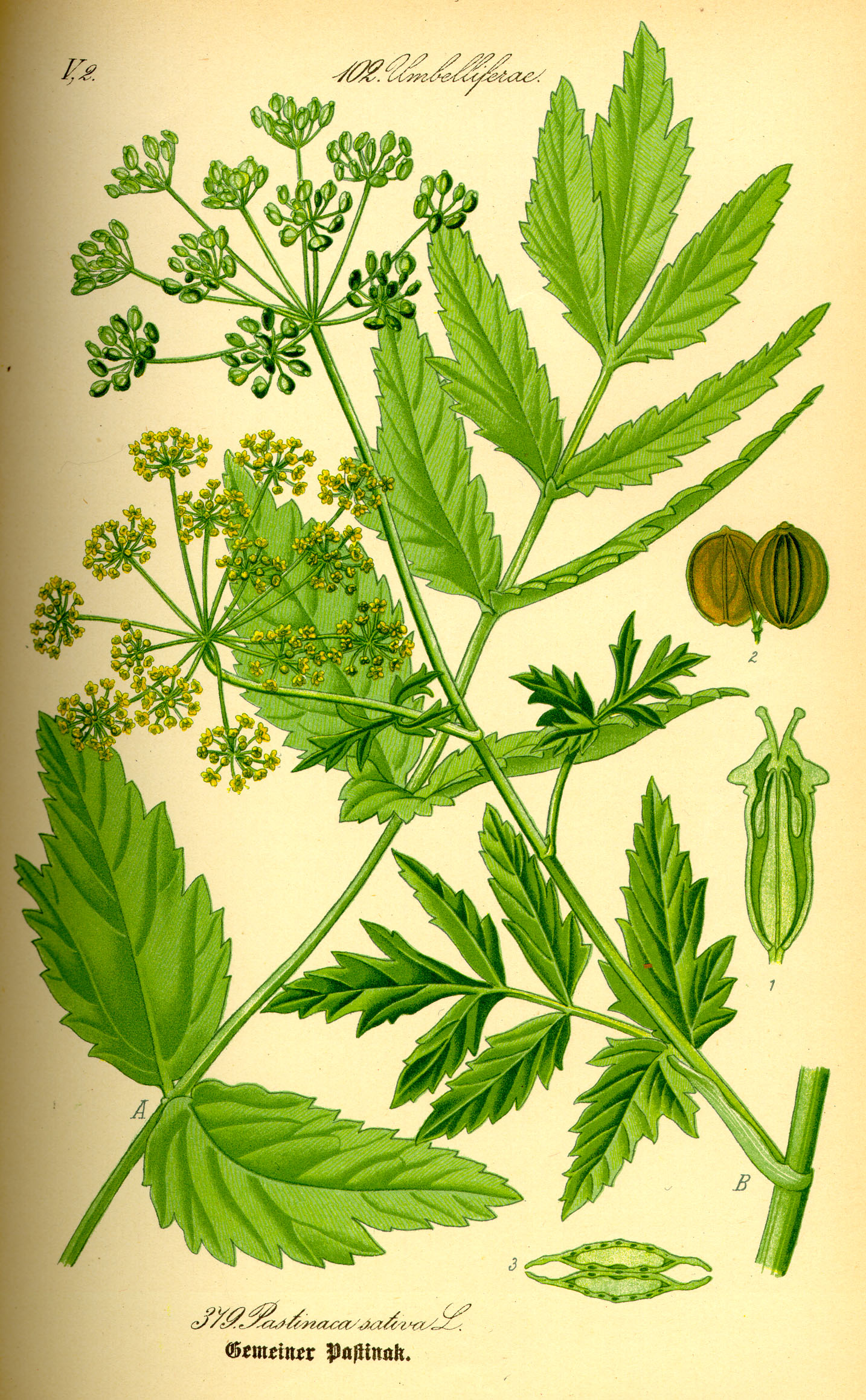
Rajz a növényről